# Inversión contraria

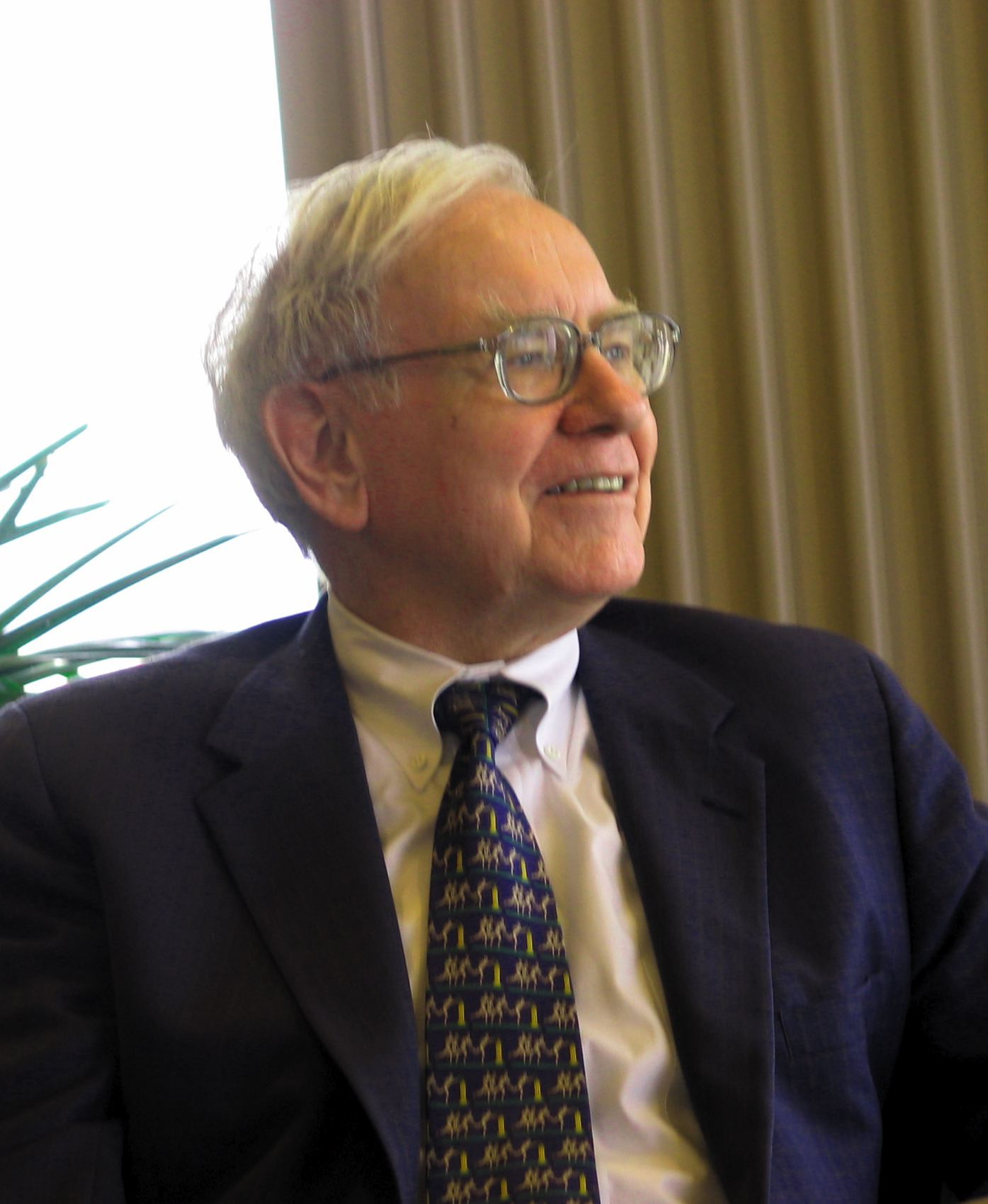
Warren Buffett

La Inversión contraria es una estrategia de inversión que se caracteriza por comprar y vender en contraste con el sentimiento predominante del momento en el mercado.

## Características
Un contrariante cree que cierto comportamiento multitudinario de los inversores puede conducir a errores de explotación en los mercados de valores. Por ejemplo, el pesimismo generalizado sobre una acción puede conducir un precio tan bajo que exagera los riesgos de la compañía y subestima sus perspectivas de volver a la rentabilidad. Identificar y comprar acciones en dificultades y venderlas más adelante, después de que la compañía se recupere, puede generar ganancias superiores al promedio. Por el contrario, el optimismo generalizado puede dar lugar a valoraciones injustificadamente altas que eventualmente conducirán a caídas, cuando esas altas expectativas no se cumplan. Evitar (o vender en corto) inversiones en inversiones exageradas reduce el riesgo de tales caídas. Estos principios generales pueden aplicarse si la inversión en cuestión se hace en una acción individual, un sector industrial, un mercado completo o en cualquier otra clase de activos. 
Algunos contrariantes tienen una visión permanente de mercado bajista (osos) mientras que la mayoría de los inversores apuestan a que el mercado suba (toros). Sin embargo, un contrariante no tiene necesariamente una visión negativa del mercado de valores en general, ni tiene por qué creer que siempre está sobrevalorado, o que la sabiduría convencional siempre está equivocada. Por el contrario, un contrariante busca oportunidades para comprar o vender inversiones específicas cuando la mayoría de los inversores parecen estar haciendo lo contrario, hasta el punto de que esa inversión tiene un precio incorrecto en el mercado. Si bien es probable que se identifiquen más candidatos de "compra" durante las caídas del mercado (y viceversa), estas oportunidades pueden ocurrir en cualquier momento durante los períodos en que el mercado general sube o baja.

## Similitud con la inversión de valor

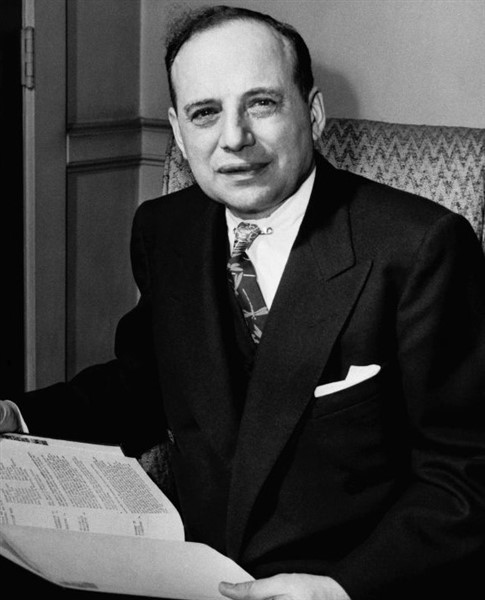
Benjamin Graham

La inversión contraria se relaciona con la inversión de valor en el aspecto de que la contraria también busca inversiones con precios erróneos y compra las que parecen estar infravaloradas por el mercado. En la Biblia sobre el pensamiento contrario, "The Art of Contrary Thinking" (1954) de Humphrey B. Neill, este señala que es fácil encontrar algo contra lo que ir, pero resulta difícil de descubrir cuando todo el mundo lo cree. Concluye que "cuando todos piensan igual, es probable que todos se equivoquen".  
Algunos inversores de valor conocidos, como John Neff, se han preguntado si existe una "inversión contraria", ya que la consideran esencialmente sinónimo de inversión de valor. Una posible distinción es que una inversión de valor, en teoría financiera, puede identificarse mediante indicadores financieros como el valor en libros o la relación P / E. Un inversor contrariante puede evaluar esos indicadores, pero también está interesado en las medidas de "sentimiento" con respecto a las acciones entre otros inversores, como la cobertura de analistas del lado de la venta, las previsiones de ganancias, el volumen de negociación y los comentarios de los medios sobre la compañía y sus perspectivas comerciales.  
En el ejemplo de una acción que ha caído debido al pesimismo excesivo, uno puede ver similitudes con el "margen de seguridad" que el inversionista de valor Benjamin Graham buscaba al comprar acciones, esencialmente, poder comprar acciones con un descuento a su valor intrínseco. Podría decirse que es más probable que exista ese margen de seguridad cuando una acción ha bajado mucho, y ese tipo de caída generalmente va acompañado de noticias negativas y pesimismo general.   

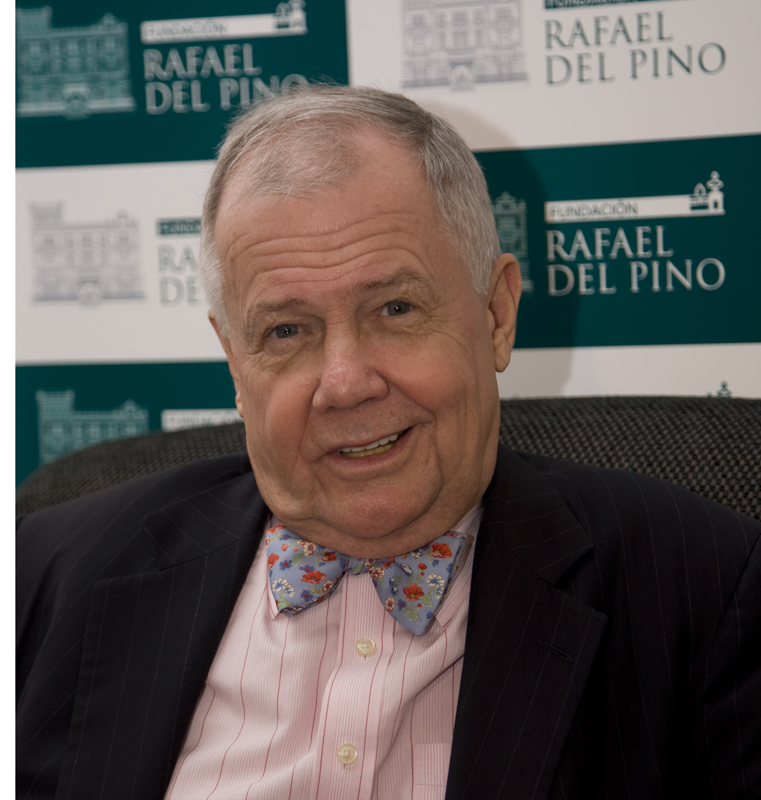
Jim Rogers

## Inversores contrariantes notables
- Warren Buffett es un famoso contrariante, que cree que el mejor momento para invertir en una acción es cuando la miopía del mercado ha bajado su precio.
- Michael Lee-Chin es un inversionista multimillonario jamaicano al que a menudo se asocia con inversiones contrarias.
- Jim Rogers es un inversor y autor optimista sobre la inversión contraria en los mercados asiáticos.
- Marc Faber es un inversor contrariante que publica el Informe Gloom Boom & Doom.
- David Dreman es un administrador de dinero a menudo asociado con inversiones contrarias. Es autor de varios libros sobre el tema y escribe la columna "Contraria" en la revista Forbes.
- John Neff, que administró el fondo Vanguard Windsor durante muchos años, también se considera un contrariante, aunque se ha descrito a sí mismo como un inversionista de valor (y cuestionó la distinción).
- Mark Ripple es un administrador de dinero a menudo descrito como un contrariante. Es autor de un libro que analiza el tema en detalle.
- Paul Tudor Jones es un inversor contrariante que intenta comprar y vender en puntos de inflexión.
- Bill Ackman es un inversor contrariante que reinvirtió dos veces fuertemente en los productos farmacéuticos Valeant contra los sentimientos prevalecientes del mercado. Más tarde, vendió en corto Herbalife, pero se vio obligado a sufrir una gran pérdida después de que la acción no cayera según lo previsto.
- Howard Marks enfoca regularmente sus notas a clientes en inversiones contrarias.
- Humphrey B. Neill es el padre del pensamiento contrario. Ver su libro citado anteriormente.
- Allan Gray fue un destacado inversor contrariante sudafricano que creía que el mejor valor se podía obtener cuando el mercado bajaba.

## Ejemplos de inversión contraria
Los indicadores contrarios de uso común respecto al sentimiento de los inversores son los Índices de volatilidad (informalmente también llamados "índices de miedo"), como el VIX, que al rastrear los precios de las opciones financieras, da una medida numérica de cuán pesimistas u optimistas son los actores del mercado en general. Un número bajo en este índice indica una perspectiva de inversionista optimista o confiada respecto al futuro, mientras que un número alto indica una perspectiva pesimista. Al comparar el VIX con los principales índices bursátiles durante períodos de tiempo largos, es evidente que los picos en este índice generalmente presentan buenas oportunidades de compra.   
Cuando la burbuja puntocom comenzó a desinflarse, un inversor se habría beneficiado evitando las acciones tecnológicas en que invirtió la mayoría de los inversores. La prensa financiera ignoró en gran medida las clases de activos, como las acciones de valor y los fideicomisos de inversión inmobiliaria en ese momento, a pesar de sus valoraciones históricamente bajas, y muchos fondos en esas categorías perdieron activos. Estas inversiones experimentaron fuertes ganancias en medio de las grandes caídas en el mercado bursátil general de EE. UU. cuando la burbuja puntocom se deshizo. 
El Fidelity Contrafund fue fundado en 1967 "para adoptar una visión contraria, invirtiendo en acciones o sectores desfavorables", pero con el tiempo ha abandonado esta estrategia para convertirse en un fondo de crecimiento de gran capitalización. 

## Relación con la Economía conductual
Los inversores contrariantes intentan explotar algunos de los principios de la economía conductual, y existe una superposición significativa entre estos campos. Por ejemplo, los estudios en finanzas conductuales han demostrado que los inversores como grupo tienden a sobreponderar las tendencias recientes al predecir el futuro; un stock de bajo rendimiento seguirá siendo malo, y un actor fuerte seguirá siendo fuerte. Esto da crédito a la creencia de la inversión contraria de que las inversiones pueden caer "demasiado bajo" durante los períodos de noticias negativas, debido a suposiciones incorrectas de otros inversores, con respecto a las perspectivas a largo plazo para la empresa. Además, Foye y Mramor (2016) encuentran que los factores específicos de cada país tienen una fuerte influencia en las medidas de valor (como la relación valor libros-valor de mercado), y esto los lleva a concluir que las razones por las cuales el mercado supera a los libros son específicas de cada país y de comportamiento.